# Daniel Stückler
Daniel Stückler, född den 13 april 1997, är en dansk fotbollsspelare (anfallare) som spelar för B 93.

## Karriär

### Brøndby IF
Den 31 januari 2014 värvades Stückler av Brøndby IF, där han skrev på ett treårskontrakt.

### FC Helsingør
I juli 2017 skrev Stückler på ett ettårskontrakt med FC Helsingør.